# Adolf Dressler

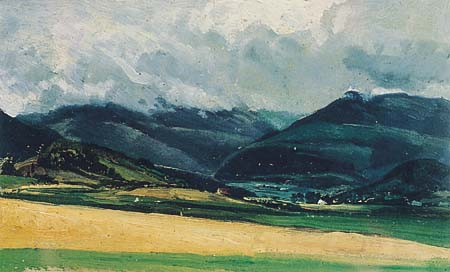
Adolf Dressler, Widok na Dolinę Łomniczki pod Śnieżką

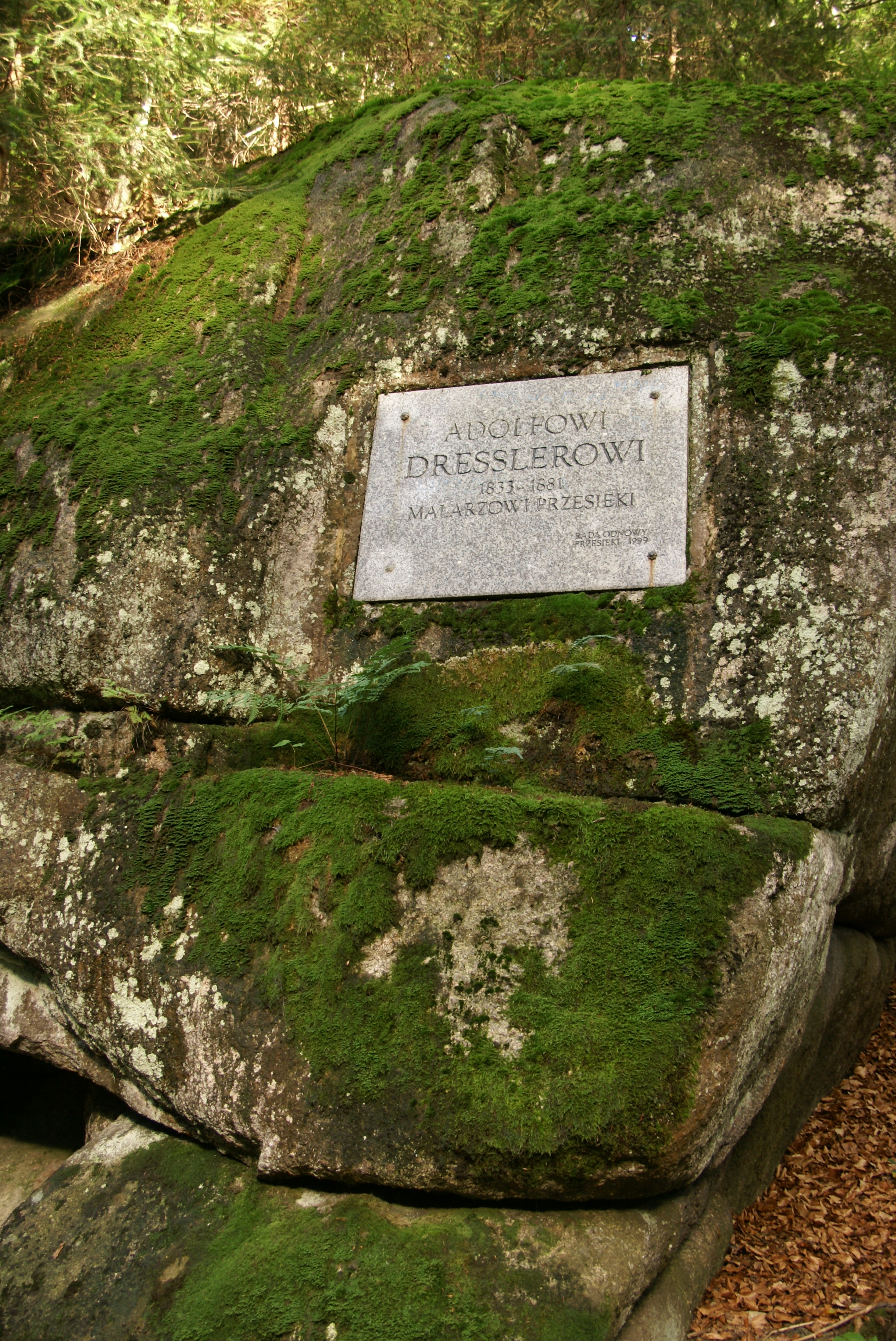
Tablica pamięci Adolfa Dresslera we wsi Przesieka

Adolf Dressler (ur. w 1833 we Wrocławiu, zm. w 1881 tamże) – niemiecki malarz, pejzażysta, czynny na Dolnym Śląsku.

## Edukacja i praca
Urodził się we Wrocławiu przy ulicy św. Doroty 5 jako syn Josepha Wilhelma i Auguste z domu Reich. Jego nauczycielami malarstwa byli wrocławscy malarze: w okresie 1849–1853 J.H. König, od 1853 Ernst Resch. Od 1855 studiował we Frankfurcie nad Menem, gdzie związał się z kolonią artystyczną w Kronberg, propagującą pleneryzm. W latach 1855–1864 malował pod okiem Jakoba Beckera. Po studiach, w maju 1864, powrócił do Wrocławia, gdzie tworzył obrazy rodzajowe na tle architektury wrocławskiej. Powstały wówczas między innymi obrazy pod tytułem: Zaułek Sakwowy, Jeńcy austriaccy na Dworcu Świebodzkim.
Prawdopodobnie w 1865 poślubił Luizę Engelmann, pochodzącą z Trzcińska, koło Jeleniej Góry. Piątego kwietnia 1869 urodził się im syn Hans, który również został malarzem. W tym samym roku zamieszkał w domu Augusta Seibera przy Taschenstraße 5 (obecnie ulica Kołłątaja). Tam też miał swoją pracownię, w której przyjmował swoich uczniów między innymi: Gertrud Staats (1859–1938), Georga Müllera-Breslau, Roberta Sliwinskiego (1840–1902).
Od 1863 malarz należał do Śląskiego Towarzystwa Artystycznego, w 1866 został honorowym członkiem Towarzystwa Akwarelistów Belgijskich. Stworzył pierwszą szkołę pejzażu na Śląsku. W 1879 otrzymał nominację na pierwszego kierownika Pracowni Mistrzowskiej Malarstwa Krajobrazowego.
Od 1867 regularnie przyjeżdżał w Karkonosze. Początkowo zatrzymywał się w Zachełmiu, później najczęściej w Przesiece, gdzie mieszkał u kowala tartacznego Leglera. Zmarł z powodu choroby wątroby. Został pochowany na starym cmentarzu św. Marii Magdaleny.

## Twórczość
Od 1867 często malował pejzaże Karkonoszy i okolic, które wkrótce stały się jego głównym tematem. W karkonoskiej Przesiece, na jednej ze skałek, znajduje się pamiątkowa płyta z napisem „Adolfowi Dresslerowi 1833-1881 Malarzowi Przesieki”, na miejscu oryginalnej tablicy niemieckiej z inskrypcją o podobnej treści.
W latach 1880–1881 wykonał wielką (20 × 7 metrów) Panoramę Karkonoszy eksponowaną na Wystawie Rzemiosła i Przemysłu we Wrocławiu, a później do 1945 w karkonoskim schronisku turystycznym Prinz-Heinrich-Baude, gdzie spłonęła w 1946 wraz ze schroniskiem. W muzeum w Jeleniej Górze znajduje się oryginalny projekt tej panoramy wielkości 321 × 109 cm.
Jego prace były wystawiane w różnych galeriach, jego obrazy kupowały muzea oraz osoby prywatne. Od 1875 prowadził rejestr sprzedanych prac wraz z ich szkicami. Archiwum zostało zniszczone w 1945 podczas oblężenia Wrocławia.
- Zaułek Sakwowy – 1868, zaginiony
- Jeńcy austriaccy na Dworcu Świebodzkim – 1866, Nationalgalerie, Berlin
- Panorama Karkonoszy  – 1880-1881, 20 × 7 m, płótno zakupione przez przedsiębiorcę z Hamburga, właściciela schroniska księcia Henryka nad Wielkim Stawem. Zostało zniszczone podczas pożaru w 1945. Zachowała się mniejsza wersja, projekt o wymiarach 1,10 × 3,20 m i znajduje się w zbiorach Muzeum Karkonoskiego w Jeleniej Górze
- Na skraju lasu – 1875, Muzeum Narodowe we Wrocławiu
- Widok na Dolinę Łomniczki pod Śnieżką – 1870-80
- Jezioro leśne i Nad Baryczą – 1877, dwa obrazy zakupione przez cesarza Wilhelma I
- Malarz w plenerze – 1854, płótno, olej; Muzeum Karkonoskie w Jeleniej Górze, MJG AH 2309
- Potok leśny – litografia kredkowa; Muzeum Karkonoskie w Jeleniej Górze, MJG AH 4476
- Szkic do Panoramy Karkonoszy – 1879, płótno, olej; Muzeum Karkonoskie w Jeleniej Górze, MJG AH 4714
- Dolina Czerwienia